# タイ高速鉄道計画
タイ高速鉄道計画（タイこうそくてつどうけいかく、โครงการรถไฟความเร็วสูงไทย、โครงการไฮสปีดเทรนไทย、Thailand High Speed Rail Project）は、タイ王国運輸省とタイ国有鉄道が進めている高速鉄道建設計画。

## 概要
タイ王国運輸省とタイ国有鉄道は、2009年10月、数線からなる高速鉄道計画を発表。11月アピシット内閣によって鉄道開発基本計画の一部として高速鉄道建設案が採択され、より短い区間をパイロットプロジェクトとすることに決定した。さらに2010年10月タイ議会で中国の企業と共にバンコクを基点とする5線からなる計画を推進することが承認された。アピシット・ウェーチャチーワ内閣はタイ中協力の立場から中国へとつながるノーンカーイルート、マレーシアへつながるパダン・ブサールルートへの関心が強く、三国を高速交通システムに組み込むことを計画した。
しかし、2011年インラック・シナワット内閣が成立すると、建設計画の改定が行われ、国際連結（ラオス、マレーシア）よりも国内地方都市間連結（ナコーンラーチャーシーマー、チェンマイ、フアヒン）を重視する方向へ転換された。2011年9月20日バンコク - ナコーンラーチャシーマー - ノンカーイルートは閣議で承認され、6ヶ月以内に企業による入札が行われることになったが、中国のラオス高速鉄道の延伸計画に遅延が見られることから、政府としてはノーンカーイへの延伸を急がず、まずバンコク - ナコーンラーチャシーマー間をパイロット事業として建設計画を進めている。この計画によると、政府が線路の敷設と構造物の建築を行い、運営を民間に委託する官設民営方式を適用する。建設費は1kmあたり800から1,000百万バーツと算出している。バンコク - ナコーンラーチャシーマー間（1時間6分）の料金は1,000バーツ程度とみている。
2012年4月24日に運輸省は高速鉄道の早期実現に向け、次官事務室を事務局とした委員会を設置する計画であることを発表した。2012年6月15日チャチャート副運輸相は日本の国土交通省高官との会談の後、2012年末にはバンコク - ピッサヌローク、バンコク - ナコーンラーチャシーマー、バンコク - フアヒン、  バンコク - ラヨーンの4路線で事業仕様書（TOR）を取りまとめ、2013年初に国際入札を行うことを確認した、当時の計画では2014年着工を目指していた。
2014年5月に発生した軍事クーデターによりプラユットによる軍事政権が成立した。それまでの高速鉄道計画はとん挫したが、プラユットは計画見直しを前提に、開発再開を認める方針を示した。
2014年10月、タイ・中国両政府は、バンコク - ナコーンラーチャシーマー - ノンカーイルートの高速鉄道建設について基本合意に至った。中国政府にとっては、一帯一路構想に基づく昆明・シンガポール鉄道実現へ向け、ノンカーイルートと中国ラオス鉄道と接続することでタイ・中国を結ぶ国際鉄道(タイ語版)を実現する計画とみられる。
残るノンカーイ - ラオス国境間についてはしばらく進展がなかったが、中国など各国との協議が進められ、2025年2月4日、タイ内閣は第二工区の建設を承認した。
2015年5月28日、プラジン・チャントーン運輸相と太田昭宏国土交通相との会談が行われ、日本の高速鉄道の導入を合意、覚書が交わされた。
2016年1月、プラユット内閣は、構想にとどまっていた東部ラヨーン方面路線計画を具体化させるべく詳細調査を指示し、2018年には入札により参入業者が決定した（後述）。
2016年8月6日、タイのアーコム運輸相と日本の石井啓一国土交通大臣は、バンコクと北部都市チェンマイを結ぶ高速鉄道に日本の新幹線方式の導入する覚書を結んだ。総延長距離は約670キロメートルとなり、早ければ2018年の着工の見通しとの運輸相発言も報じられた。その一方で、当時のプラユット政権が民主選挙を経ていないことを嫌気して日本側が及び腰であるとの指摘もみられた。
チェンマイ方面路線については、その後もしばらく動きが認められなかったが、2023年にはJICAとの協議でフィジビリティに問題無く、あらためて推進の方針を再確認されたと報道されており、完全に歩みが止まったわけではない。

## ルート

2022年の計画図

2011年10月時点で、5ルートの建設が検討されていた。
- 第1ルート：バンコク - ピッサヌローク - チェンマイ （3時間43分）
- 第2ルート:バンコク - ウボンラーチャターニー （2時間51分）
- 第3ルート:バンコク - ナコーンラーチャシーマー - ノンカーイ （3時間4分）
- 第4ルート:バンコク - フアヒン - パダン・ブサール （4時間54分）
- 第5ルート:バンコク - ラヨーン （1時間6分）
  - それぞれの短縮ルートを含む。

### ノンカーイ方面
バンコク - ナコンラーチャシーマ -ノンカーイルートについては、前節の通り中国の支援により、ナコンラーチャシーマ以南をフェーズ1、以北をフェーズ2として計画進行中である。2020年10月よりフェーズ1は正式に開始され、2021年時点で大部分の施工業者が決定した。同時点での完成見込みは遅くとも2030年（仏暦2573年）とされる。2022年末の時点で、工事進捗率は目標37% に対し約15% 、2024年10月報道で36%、と遅れが生じている
。
フェーズ1区間
延べ、約250 km。区間内の内訳は、高架区間 181.9 km、地上区間 64 km、トンネル区間 6.4km。
バンコク側起点であるバンスー中央駅、ドンムアン駅、アユタヤ駅、サラブリー駅、パークチョン駅、ナコーンラーチャシーマー駅、計6駅と車両基地が区間内に設置される。
古都であるアユタヤ付近は歴史的建造物が多く存在することから世界遺産（文化遺産）にも指定されており、駅の設置をめぐり景勝保全の観点からユネスコを交えた論議が繰り広げられた。後にルート変更は否定、駅形状の見直しが検討された事などの議会発言が報道された。
フェーズ1のプロジェクトは下表の14契約に分割されている。
| 契約  | 詳細                                                        | 建設方法  | 距離( km ) | 予算 （億バーツ） | 業者 |
| ----- | ----------------------------------------------------------- | --------- | ---------- | ----------------- | --- |
| 4-1   | バーンスー - ドンムアン                                     | 高架      | 15.21      | 未定              | Eastern High-speed Rail Linking Three Airports Co., Ltd. ※3空港間高速鉄道との共同計画                                          |
| 4-2   | ドンムアン – ナワナコン                                     | 高架      | 21.80      | 86.26             | Sino-hydro Co., Ltd. Sahakan Wisawakorn Co., Ltd. Tipakorn Co., Ltd.                                                           |
| 4-3   | ナワナコン –バーンポー                                      | 高架      | 23         | 11.53             | China State Construction Engineering Corporation Co., Ltd. Nawarat Patanakarn PLC. A.S. Associate Engineering (1964) Co., Ltd. |
| 4-4   | チアンラックノーイ 車両基地 および運転研修施設など          | 地上      | (-)        | 65.7              | Italian-Thai Development |
| 4-5   | バーンポー - プラケーオ ※アユタヤ駅を含む                   | 地上/高架 | 13.30      | 99.13             | Italian-Thai Development PLC.                                                                                                  |
| 4-6   | プラケーオ - サラブリー                                     | 地上/高架 | 31.6       | 94.3              | Unique Engineering and Construction PLC.                                                                                       |
| 4-7   | サラブリー - ケンコーイ                                     | 地上/高架 | 12.99      | 85.6              | Civil Engineering PCL |
| 3-1   | ケンコーイ – クランドーン                                   | 地上/高架 | 30.21      | 再入札            | 再入札 ※パンアソーク – バンダイマー間も同一契約に含む（後述）                                                                  |
| 1-1   | クランドーン – パンアソーク                                 | 地上      | 3.5        | 4.25              | Department of Highways 基礎工事完成                                                                                            |
| (3-1) | パンアソーク –バンダイマー（タイ語版）                      | （前述）  | （前述）   | （前述）          | （前述） |
| 3-3   | バンダイマー - ラムタコーン（英語版） ※パークチョン駅を含む | 高架      | 26.10      | 98.4              | Thai Engineer and Industry Co., Ltd.                                                                                           |
| 3-4   | ラムタコーン – シーキウ                                     | 地上/高架 | 37.45      | 77.9              | Italian-Thai Development ※クッチット – コーククルアット 間も同一契約に含む（後述）                                             |
| 2-1   | シーキウ – クッチット                                       | 地上      | 11         | 31.2              | Civil Engineering PCL |
| (3-4) | クッチット – コーククルアット                               | （前述）  | （前述）   | （前述）          | （前述） |
| 3-5   | コーククルアット – ナコーンラーチャシーマー                 | 地上/高架 | 12.38      | 77.0              | SPTK Joint Venture |
| 3-2   | ※トンネル関連工事 ムワックレック–ラムタコーン               | トンネル  | 12.23      | 42.0              | Nawarat Patanakarn PCL |

- 正確な工事地点が不明なため、便宜上、表中における地名のリンク先を駅名としている箇所がある。（例・契約4-4の車両基地）また、同様の理由により、駅名が同じでも在来線の既存駅と同じ場所に建設されるとは限らない。
- 契約3-1 、3-4 は複数区間から成るため、連続性を保つ目的で表では分割掲載している。

フェーズ2区間
2025年2月4日、タイ政府が建設を承認した。延べ、約360 km。区間内の内訳は、地上区間 185 km、高架区間 171 km。
ブワヤイ駅、バーンパイ駅、コーンケン駅、ウドーンターニー駅、終点ノーンカーイ駅の計5駅が設置される予定。
ノーンカーイ駅から更に延伸し、中国ラオス鉄道に接続する構想が各国間で調整されている。
関連事業として、タイ側の国境付近ナーターに貨物中継施設の整備が盛り込まれている。下記の旧施設(ナーター駅構内)との関連は不明。
標準軌(1435 mm)のラオス中国鉄道側と、メーターゲージ(1000 mm)を採用するタイ側在来線の貨物列車間で荷を積み替える機能を果たすが、2025年現在はラオス側のターナレーンにて同様の施設が稼働している。
付属施設建設（旧）
ノンカーイ県ナーター駅の近くに、バンコク・ラートクラバン内陸コンテナ・デポ(Lat Krabang ICD)に続き、2012年から2億バーツを2期に分けて107ライのコンテナヤードを整備するもの。

### ラヨーン方面
2025年時点において、ノンカーイ方面に次いで進展がみられる路線である。バンコクとスワンナプーム空港を結んでいる既存の空港連絡鉄道「エアポート・レール・リンク」を東西に延伸し、バンコク都心部のドンムアン空港、ラヨーン県のウタパオ国際空港とを相互に接続する3空港高速鉄道という形で政府承認された。2018年に実施された入札においてはCPグループとBTSグループが主導する企業連合（JV)
がそれぞれ名乗りを上げ、同年12月にはCPグループが2240億バーツで落札し、交渉権を得た。
CPグループ連合により設立されたAsia Era One社のもと高速鉄道は"AERA 1 HIGH SPEED"と命名され、在来線エアポート・レール・リンクは"Aera 1 City Line"に改称されることとなった。2022年には同年10月着工見込み、2023年には2029年開業と報道されていた。
しかし、都心部の高架鉄道（ライトレッドライン延伸部）併設による設計修正や新型コロナウィルス蔓延の影響が重なり、2025年現在も本格化していない。工事の遅延に対し、CPグループとの契約破棄を前提にタイ国有鉄道が名乗りを上げるといった動きもみられる。

## システムの売り込み

### 日本
2009年の計画発表から、日本、中国、韓国などの外国企業による高速鉄道システムの売込みが始まった。タイ運輸省次官によると、日本はバンコク‐チェンマイルートとバンコク‐ラヨーンルートの投資に興味を示しており、合計800kmへの2300億バーツ規模の投資で50年間大きな事故もなく運営されている新幹線を持つ日本の高水準の高速鉄道技術を利用できるとしているとした。また国土交通省国土計画局『平成19年度諸外国の国土政策分析調査（その3） - タイの国土政策事情‐報告書』によると、旅客流動と支払能力の予測から、最優先ルートはバンコク - ラヨーン間ルート、実現可能ルートとしてバンコク - ナコーンラーチャーシーマー間ルート、スワンナプーム国際空港 - バンコク - フアヒン間ルートを挙げている。2012年5月3日在タイ日本国大使館によると日本側は調査を終え、バンコク - チェンマイ間及びバンコク - ラヨーン間の高速鉄道構想の案件形成に関する調査（プレ・フィージビリティ・スタディ）報告書をタイ王国運輸省に提出した。6月15日には、チャチャート副運輸相と日本の国土交通省高官との会談が行われ、その会談後に2012年末に事業仕様書の取りまとめ、2013年初めに国際入札が行われることが確認された。日本には、1.運行速度制御、運行などの技術、2.債務問題などを含めた運用組織改編整備ノウハウ、3.事業費の財務の3分野での協力を求めて行きたいとの意向を表明した。

### 中国
中華人民共和国（中国）はバンコク - ノンカーイルート、バンコク - フアヒン - パダン・バザールルートへの投資に興味を示している。2009年6月、アピシット首相と中国胡錦濤首相との会見により、南中国とタイと間の経済開発協力の合意が形成されると、高速鉄道計画におけるタイ中の結びつきは強まり、2009年11月には議会により中国企業との高速鉄道開発計画が決定した。これにより中国は昆明からラオスを通過しノンカーイへ出て、バンコクへ向うルートを2015年までに構築することを計画している。しかし、インラック政権になってから、建設計画の見直しが図られた。2012年、中国はバンコク - チェンマイルートとバンコク - ノンカーイの2ルートへの興味を示しており、フィージビリティ調査を行った。。チェンマイ方面ルートのフィージビリティ調査概要の要点は、まず居住地を避け、また洪水被害から線路を守るために全線の87%を高架とすること。次に建設路線を二区間に分け、バンコク - ピッサヌロークまでを既存線を活用し、ピッサヌローク（ウッタラディット） - チェンマイ間は、住宅密集地を抜けるため土地収用が難しく新しいルートを建設することと見られる。またパイロット事業として、バンコクからアユタヤ県パーチー郡バーンパーチー駅までの整備を計画している。2012年10月19日調査終了、報告書が提出された。

### その他各国
韓国もタイ高速鉄道の入札に意欲を持っており、フランス国鉄の技術を基礎とする韓国高速鉄道の導入を目指している。
タイでの鉄道事業を多く行っているドイツ企業シーメンスは、タイ運輸省からバンコク - ラヨーンルートへの入札を誘われているが、入札に関する直接的な言及を避けている状況にある。

## タイ有識者の見方
タイ大手新聞クルンテープ・トゥラギット紙のコラムニストであるスッティチャイ・ユンは、高速鉄道計画を含む大型インフラ事業に関して「共同体構想」を掲げる日本、活発な経済力を持つ中国、安全保障等でアジア回帰に向かうアメリカ、潜在的重要性を持つヨーロッパ諸国の四勢力間で均衡を取り、また国内においては、政治家や企業家に利用されないようにすることがタイの国益に適うと論じている。そのため、高速鉄道計画における日本と中国との競争は歓迎され、タイは長期戦略を考えて対応してゆくべきと論じている。